# روکاجیووینه
روکاجیووینه (به ایتالیایی: Roccagiovine) یک کومونه در ایتالیا است که در استان رم واقع شده‌است. روکاجیووینه ۸٫۸۲ کیلومتر مربع مساحت و ۲۹۳ نفر جمعیت دارد و ۵۲۰ متر بالاتر از سطح دریا واقع شده‌است.

## خواهرخوانده
شهر Dampierre-lès-Conflans خواهرخواندهٔ روکاجیووینه هست.